# Piercia fumataria
Piercia fumataria là một loài bướm đêm trong họ Geometridae.